# Brigades d'Irlande
Cet article possède un paronyme, voir Brigade irlandaise (homonymie).

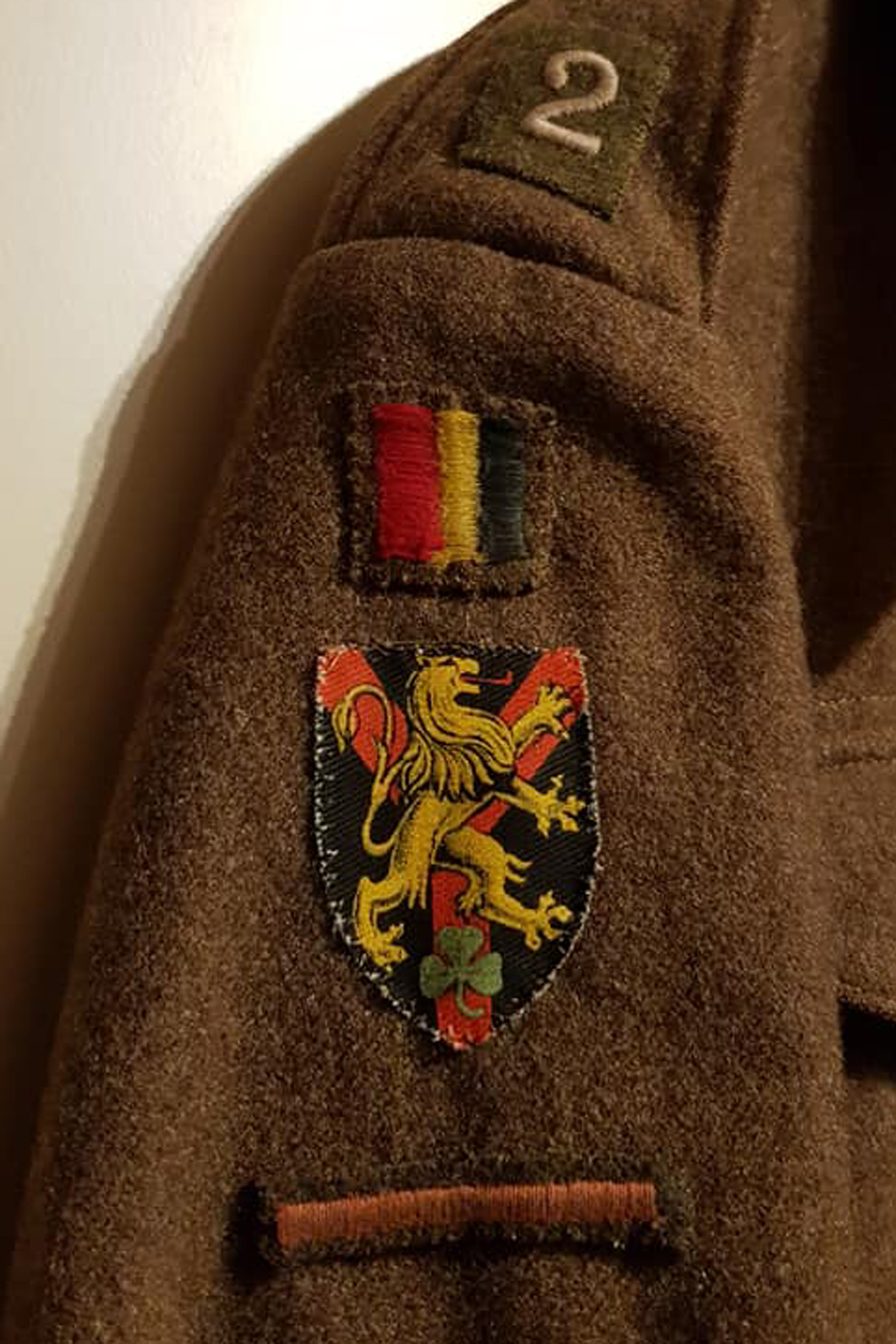
Badge 2e Brigade d'infanterie "Yser"

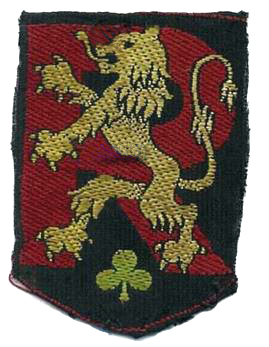
Badge 3e Brigade d'infanterie "Rumbeke"

Brigades d'Irlande (en néerlandais : Ierse Brigades) est le nom donné aux troupes de volontaires et miliciens (classe 1941) belges enrôlés au premier semestre 1945 pour reconstituer une armée nationale opérationnelle dans la perspective de la continuation de la Seconde Guerre mondiale soit en Allemagne, soit en Asie contre les japonais.

## Prédécesseurs
Dès juin 1943 le gouvernement belge en exil à Londres planifia une levée de 18 bataillons une fois la Belgique libérée, pour des garrison duties (surveillance de lignes de communication, d'aérodromes ou de dépôts militaires ou de camps de prisonniers) en soutien aux troupes combattantes britanniques et américaines.
En octobre 1944, l’enrôlement de volontaires pour 12 premiers bataillons de fusiliers débuta. Après une rapide formation de 6 semaines, ces unités, ne possédant qu’un armement individuel léger, furent affectées à différents British et US Army Corps.

## Création

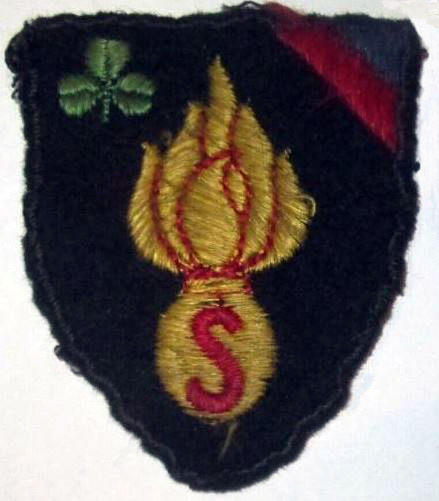
Badge 4e Brigade d'infanterie "Steenstraete"

A côté de la Brigade Piron (1ère brigade d'infanterie) existante et opérationnelle, le gouvernement décida la formation, entre janvier et juin 1945, de cinq nouvelles brigades d'infanterie de 4 000 hommes destinées à de futurs combats aux côtés des alliés.
Les installations militaires en Belgique étant principalement utilisées par les Alliés, il fut décidé, avec l’accord des Britanniques, que ces nouvelles unités seraient entraînées en Irlande du Nord dans des camps autrefois utilisés par des unités américaines en attente du débarquement.

## Synthèse
| N° | Nom          | Date création | Lieu de recrutement | Composition | Localisation du Q.G. | Date retour d'Ulster     | Dissolution/réorganisation |
| -- | ------------ | ------------- | ------------------- | ----------- | -------------------- | ------------------------ | -------------------------- |
| 2e | Yser         | Janvier 1945  | Renaix - Audenarde  | Volontaires | Drumadarragh House   | Août 1945                | Mars 1947                  |
| 3e | Rumbeke      | Janvier 1945  | Audenarde - Mons    | Volontaires | Whiteabbey           | Septembre-Octobre 45     | Décembre 1948              |
| 4e | Steenstraete | Mars 1945     | Audenarde - Mons    | Volontaires | Banbridge            | Septembre-Novembre 45    | Mai 1946                   |
| 5e | Merckem      | Mai 1945      | Wavre - Fleurus     | Mixte*      | Gilford              | Septembre-Décembre 45    | Octobre 1946               |
| 6e | Deinze       | Juin 1945     | Brasschaat          | Fusiliers** | Lisburn              | Novembre 45 - Janvier 46 |                            |

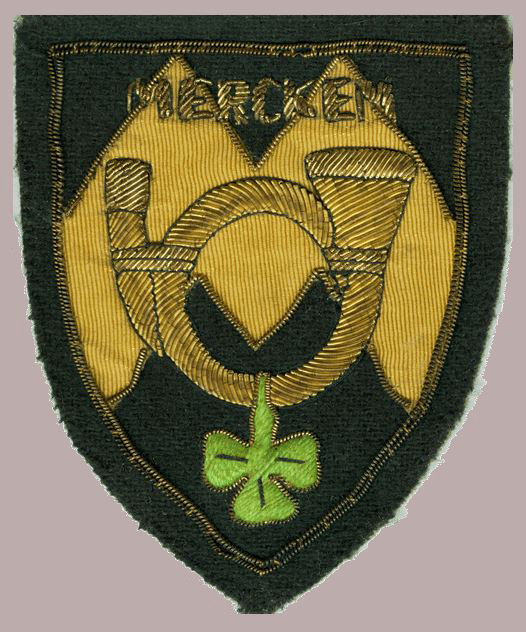
Badge 5e Brigade d'infanterie "Merckem"

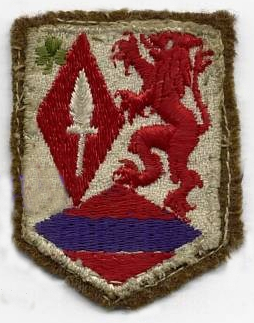
Badge 6e Brigade d'infanterie "Deinze"

* Mixtes = volontaires + 700 miliciens classe 1941 appelés
** Fusiliers = militaires venant des 1er, 2e et 3e bataillons de fusiliers + miliciens appelés

## Départ pour l'Ulster
À partir de mars 1945 et après avoir reçu son ordre d’enrôlement ou de mobilisation, la recrue en habits civils était logée pendant 2 à 3 semaines chez l’habitant réquisitionné, en attente de son ordre de marche vers Ostende.
Une fois à Ostende les futurs militaires embarquaient pour Tilbury, Douvres ou Harwich, puis par train rejoignaient un port écossais d’où ils rembarquaient pour Belfast. De là un train et/ou des camions les acheminaient vers leurs camps respectifs.

## Vie

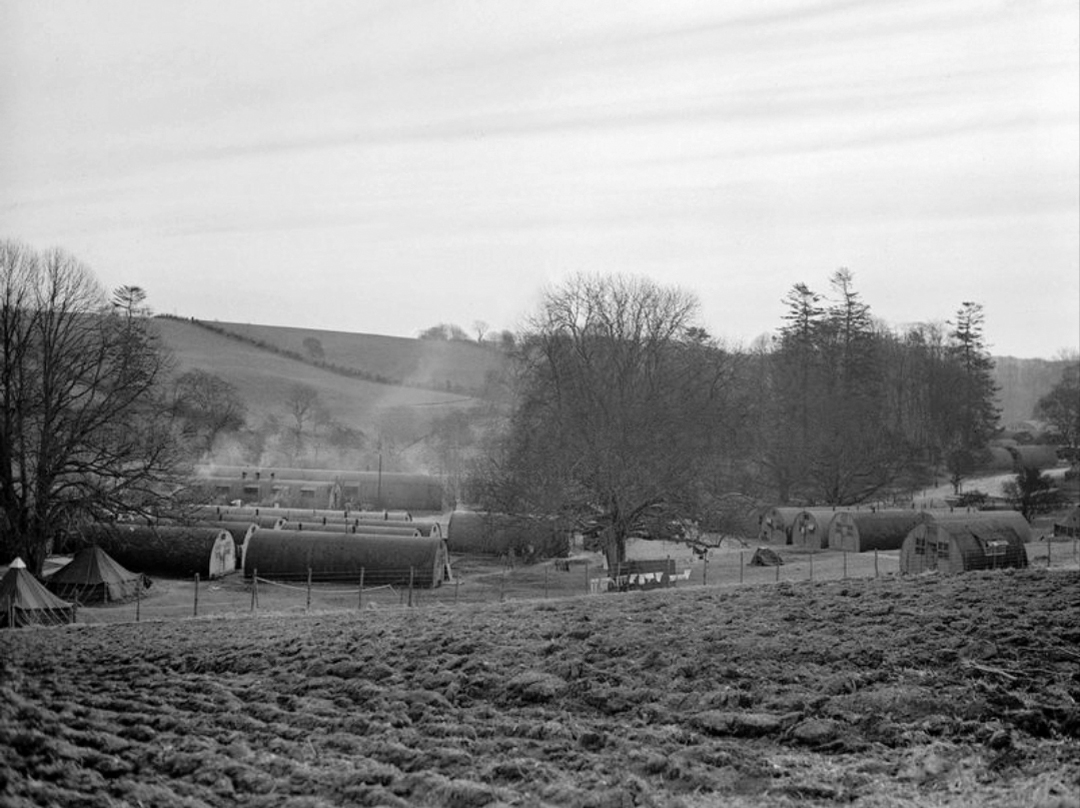
Camp de cabanes Nissen en Ulster WWII)

Arrivés sur place, les recrues étaient logées par 20 à 22 hommes dans des cabanes Nissen et elles recevaient enfin leur uniforme et équipement militaires.
Commençaient ensuite 20 semaines d’entraînement variable suivant l’affectation future du soldat (infanterie, armes lourdes, canonnier, transport, motocycliste, infirmerie, atelier de réparation).
Si le QG de la brigade était situé en un lieu bien précis, les différentes unités de celle-ci étaient dispersées dans différents camps autour de ce lieu.
L’alimentation a particulièrement marqué les Belges. Si la nourriture était fournie en quantité suffisante, la qualité était variable (porridge froid, odeur de la viande de mouton). Ils auraient aussi aimé avoir plus de pommes de terre.
Les contacts limités avec la population locale (barrière de langue et de culture) et le climat pluvieux rendirent ce séjour en Irlande assez pénible pour ces jeunes Belges déracinés de la Belgique.

## Retour d'Ulster
Après avoir complété leur formation, les brigades attendirent leur ordre d’embarquement pour l’Asie. En juillet 1945 les hommes de la 5e brigade reçurent 3 doses de vaccins en préparation de leur futur voyage.
Cette 5e Brigade apprit le 2 août 1945 qu’elle allait partir pour la Birmanie en appui des troupes britanniques y combattant. Mais la capitulation du Japon modifia toutes les prévisions.
Le retour des brigades de l’Ulster s’étala de début août 1945 à fin janvier 1946. Elles furent envoyées en occupation en Allemagne jusqu'à leur réorganisation ou dissolution.